# FA Charity Shield 1990
Lo FA Charity Shield 1990, noto in italiano anche come Supercoppa d'Inghilterra 1990, è stata la 68ª edizione della Supercoppa d'Inghilterra.
Si è svolto il 18 agosto 1990 al Wembley Stadium di Londra tra il Liverpool, vincitore della First Division 1989-1990, e il Manchester United, vincitore della FA Cup 1989-1990.
Il titolo, per la decima volta nella sua storia, è stato condiviso tra le due squadre, che hanno pareggiato la gara per 1-1 con reti di Clayton Blackmore nel primo tempo per i Red Devils e nel secondo tempo di John Barnes su rigore per i Reds.

## Partecipanti
| Squadre        | Qualificazione                           | Partecipazioni precedenti (il grassetto indica la vittoria)                                       |
| -------------- | ---------------------------------------- | ------------------------------------------------------------------------------------------------- |
| Liverpool      | Vincitore della First Division 1989-1990 | 16 (1922, 1964,1965,1966, 1971, 1974, 1976, 1977, 1979, 1980, 1982, 1983, 1984, 1986, 1988, 1989) |
| Manchester Utd | Vincitore della FA Cup 1989-1990         | 12 (1908, 1911, 1948, 1952, 1956, 1957, 1963, 1965, 1967, 1977, 1983, 1985)                       |

## Tabellino
| Arbitro: | George Courtney |

|                   |           |               |
| Barnes 51’ (rig.) | Marcatori | 44’ Blackmore |

| Liverpool | Manchester United |

### Formazioni
| Liverpool:      |    |                  |  |     |
|                 |    |                  |  |     |
| P               | 1  | Bruce Grobbelaar |  |     |
| D               | 4  | Barry Venison    |  |     |
| D               | 2  | Glenn Hysén      |  |     |
| D               | 6  | Gary Ablett      |  |     |
| D               | 3  | David Burrows    |  |     |
| C               | 8  | Ray Houghton     |  |     |
| C               | 5  | Ronnie Whelan    |  |     |
| C               | 11 | Steve McMahon    |  |     |
| C               | 10 | John Barnes      |  |     |
| A               | 7  | Peter Beardsley  |  | 78’ |
| A               | 9  | Ian Rush         |  |     |
| A disposizione: |    |                  |  |     |
| P               | 13 | Mike Hooper      |  |     |
| D               | 14 | Gary Gillespie   |  |     |
| D               | 15 | Steve Staunton   |  |     |
| C               | 16 | Jim Magilton     |  |     |
| A               | 12 | Ronny Rosenthal  |  | 78’ |
| Allenatore:     |    |                  |  |     |
| Kenny Dalglish  |    |                  |  |     |

| Manchester Utd: |    |                    |  |     |
|                 |    |                    |  |     |
| P               | 1  | Les Sealey         |  |     |
| D               | 2  | Denis Irwin        |  |     |
| D               | 4  | Steve Bruce        |  |     |
| D               | 6  | Gary Pallister     |  |     |
| D               | 3  | Mal Donaghy        |  |     |
| C               | 5  | Mike Phelan        |  |     |
| C               | 8  | Paul Ince          |  |     |
| C               | 7  | Clayton Blackmore  |  |     |
| C               | 11 | Danny Wallace      |  | 25’ |
| A               | 10 | Mark Hughes        |  |     |
| A               | 9  | Brian McClair      |  |     |
| A disposizione: |    |                    |  |     |
| P               | 13 | Jim Leighton       |  |     |
| D               | 15 | Viv Anderson       |  |     |
| C               | 14 | Lee Sharpe         |  |     |
| C               | 16 | Russell Beardsmore |  |     |
| A               | 12 | Mark Robins        |  | 25’ |
| Allenatore:     |    |                    |  |     |
| Alex Ferguson   |    |                    |  |     |